# F Sharp
Artikelns titel kan av tekniska skäl inte återges korrekt. Den korrekta titeln är F#.
F# (uttalas F Sharp) är ett funktionellt programspråk som ursprungligen utvecklades av Don Syme på Microsoft Research. Programspråket är baserat på OCaml men kombinerar även element från flera andra paradigmer såsom objektorientering och imperativ programmering på Microsofts .NET-ramverk. F# utvecklas numera av Microsoft Developer Division och är nu implementerat i Visual Studio.

## Exempel
```
#
light

(* Fibonacci-formel *)

let
 
rec
 
fib
 
n
 
=

    
match
 
n
 
with

    
|
 
0
 
|
 
1
 
->
 
n

    
|
 
_
 
->
 
fib
 
(
n
 
-
 
1
)
 
+
 
fib
 
(
n
 
-
 
2
)

(* Skriv ut jämna fibonacci-nummer *)

[
1
 
..
 
10
]

|>
 
List
.
map
 
fib

|>
 
List
.
filter
 
(
fun
 
n
 
->
 
(
n
 
mod
 
2
)
 
=
 
0
)

|>
 
printlist

(* Samma som ovan *)

[
 
for
 
i
 
in
 
1
..
10
 
do

    
let
 
r
 
=
 
fib
 
i

    
if
 
r
 
%
 
2
 
=
 
0
 
then
 
yield
 
r
 
]

|>
 
printlist

```